# Lithacodia semichalcea
Lithacodia semichalcea är en fjärilsart som beskrevs av Walker 1865. Lithacodia semichalcea ingår i släktet Lithacodia och familjen nattflyn. Inga underarter finns listade i Catalogue of Life.